# Білка (Словечанська сільська громада)
Бі́лка — село в Україні, в Словечанській сільській територіальній громаді Коростенського району Житомирської області. Кількість населення становить 476 осіб (2001).

## Населення
У 1900 році в селі проживало 398 мешканців, дворів — 61, у 1906 році — 259 осіб, дворів — 81.
В 1923 році кількість населення становила 680 осіб, кількість дворів — 124.
Відповідно до результатів перепису населення СРСР, кількість населення, станом на 12 січня 1989 року, становила 609 осіб, станом на 5 грудня 2001 року, відповідно до перепису населення України, кількість мешканців села становила 476 осіб.

## Історія
Входило до складу Овруцького староства. У 1571 році п'ятеро путніх бояр внесли по 12 грошів податку, у 1579 році також 5 бояр сплатили подимне. В 1622 році вже було сплачено 7 димів, місцеві бояри були зобов'язані їздити з листами до Овруцького замку.
В кінці 19 століття — село Словечанської волості Овруцького повіту, за 25 верст від Овруча. Належало до православної парафії у Велідниках (3 версти).
У 1906 році — сільце Словечанської волості (3-го стану) Овруцького повіту Волинської губернії. Відстань до повітового центру, м. Овруч, становила 22 версти, до волосного центру, містечка Словечне — 8 верст. Найближче поштово-телеграфне відділення розташовувалося в Овручі.
У 1923 році увійшло до складу новоствореної Черевківської сільської ради, котра, від 7 березня 1923 року, стала частиною новоутвореного Словечанського району Коростенської округи. Розміщувалося за 8 верст від районного центру, міст. Словечне та 2,5 версти від центру сільської ради, с. Черевки. В 1941 році в селі створено сільську управу, котра існувала до 1944 року. 30 грудня 1962 року, в складі сільської ради, увійшло до Овруцького району Житомирської області.
7 липня 2017 року село увійшло до складу новоствореної Словечанської сільської територіальної громади Овруцького району Житомирської області. Від 19 липня 2020 року, разом з громадою, в складі новоствореного Коростенського району Житомирської області.

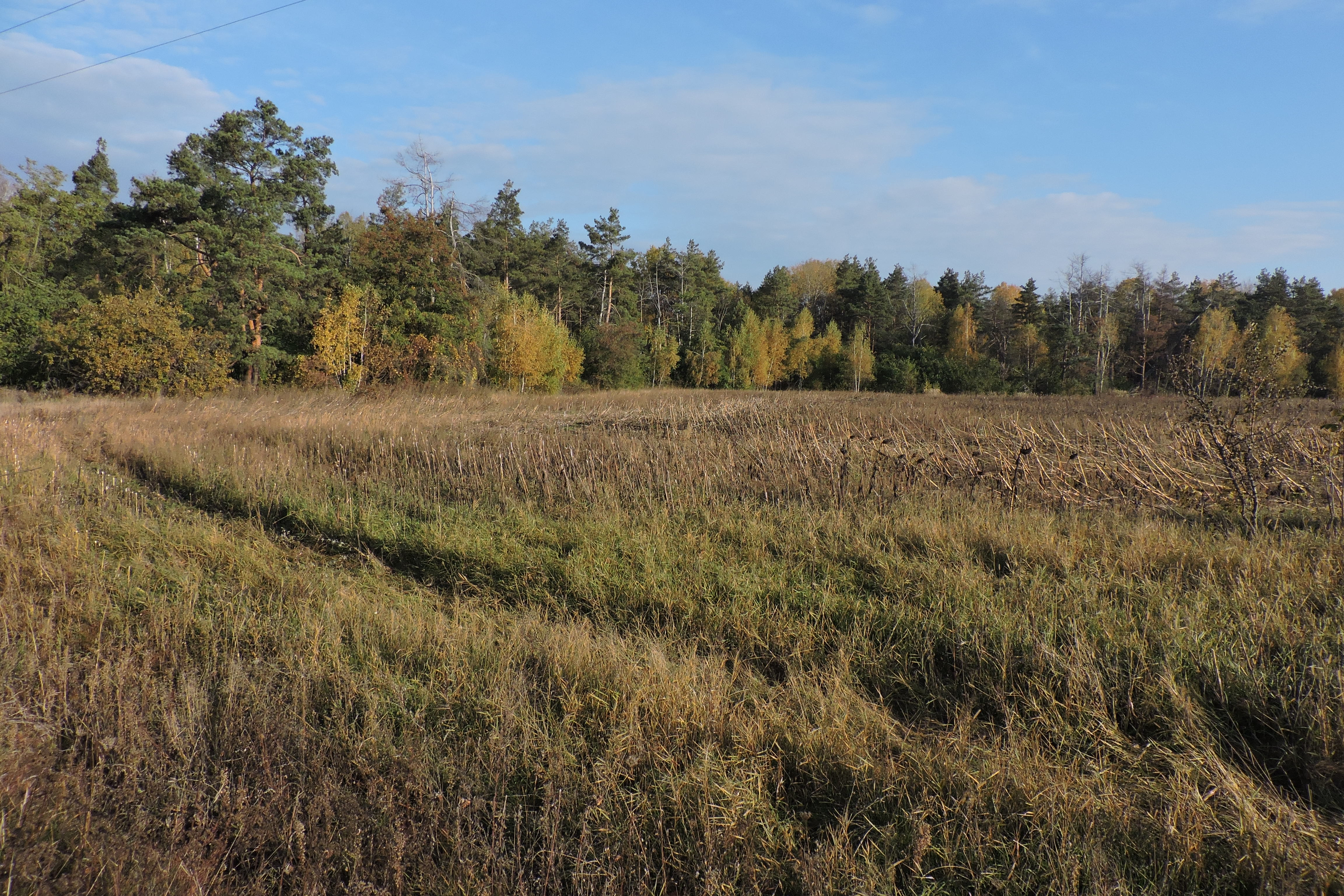
Заказник Білчанські рови. Рокитнянське л-во

## Природа
Село розташовано у мішаних лісах Житомирського Полісся,в долині річки Білка, лівій притоці Норинь. Навколо села у 2021 році створено ландшафтний заказник місцевого значення Білчанські рови, для охорони рідкісних видів  рослин, що занесені у Червону книгу України: любка дволиста, коручка морозниковидна, та тварин, які охороняються за Бернською конвенцією: лось, рись, чорний лелека та глушець.